# 2836 Sobolev
2836 Sobolev (1978 YQ) là một tiểu hành tinh vành đai chính được phát hiện ngày 22 tháng 12 năm 1978 bởi N. Chernykh ở Nauchnyj.